# Adrijanci
Adrijanci – wieś w Słowenii, w gminie Gornji Petrovci. W 2018 roku liczyła 139 mieszkańców.